# التطهير العرقي في الحرب البوسنية
في ظل التطهير العرقي الواسع النطاق الذي رافق الحرب في البوسنة والهرسك (1992 – 1995)، اضطرت أعداد كبيرة من مسلمي البوسنة (البوشناق) والكروات البوسنيين إلى الفرار من منازلهم وتم طردهم على يد صرب البوسنة؛ كما نفذ بعض الكروات البوسنيين حملة مماثلة ضد البوسنيين المسلمين والصرب. وكذلك قام مسلمو البوسنة بأعمال مماثلة ضد الكروات، ولا سيما في وسط البوسنة. ومع ذلك، كان نطاق الجرائم التي ارتكبها الكروات البوسنيون والبوسنيون المسلمون أقل بكثير من تلك التي ارتكبها صرب البوسنة.
في البداية في عام 1991، أدت الاضطرابات السياسية في البلقان إلى تشريد نحو2700000 نسمة بحلول منتصف عام 1992، منهم ما يزيد عن 700000 طلبوا اللجوء إلى أوروبا.
وقد شملت الأساليب المسخدمة خلال حملات التطهير العرقي في البوسنة أساليب العنف ووسائل مستلهمة من الإرهاب ضد السكان المدنيين من مجموعة عرقية أو دينية مختلفة من مناطق جغرافية معينة، من بينها «القتل والتعذيب والاعتقال التعسفي والاحتجاز والإعدام خارج نطاق القضاء والاغتصاب والاعتداءات الجنسية، فضلاً عن حصار السكان المدنيين الذين يقطنون في مناطق الغيتو وتهجير وترحيل السكان المدنيين بشكل قسري والهجمات العسكرية المتعمدة أو التهديدات بشن هجمات على المدنيين والمناطق المدنية والتدمير المتعمد للممتلكات».

## خلفية تاريخية
حكمت البوسنة والهرسك من قبل الإمبراطورية العثمانية من عام 1463 حتى عام 1878. خلال هذه الفترة تحولت أجزاء كبيرة من سكانها معظمهم من البوشناق (مسلمو البوسنة والهرسك) إلى الإسلام مما أعطى مجتمعها طابعه المتعدد الأعراق. عاشت المجموعات العرقية في البوسنة والهرسك – البوشناق وصرب البوسنة والهرسك وكروات البوسنة والهرسك - بسلام معا من عام 1878 حتى اندلاع الحرب العالمية الأولى في عام 1914 والتي كانت قبل ذلك التوترات المتقطعة بين المجموعات الثلاث نتيجة لمشاكل اقتصادية على الرغم من كان لصربيا ادعاءات إقليمية تجاه البوسنة والهرسك على الأقل منذ عام 1878. وفقا لبعض المؤرخين لم يقبل بعض القوميين الصرب والكروات الذين يؤمنون بالمسيحية الأرثوذكسية والكاثوليكية على التوالي البوشناق كجنسية وحاولوا استيعابهم في ثقافاتهم الخاصة. أدت الحرب العالمية الثانية إلى اشتباكات بين الأعراق على الرغم من أن المجموعات الثلاث انقسمت بالتساوي بين مختلف الفصائل ولم تتجمع عالميا على أسس عرقية. بعد الحرب العالمية الثانية أصبحت البوسنة والهرسك جزء من جمهورية يوغوسلافيا الاتحادية الاشتراكية.

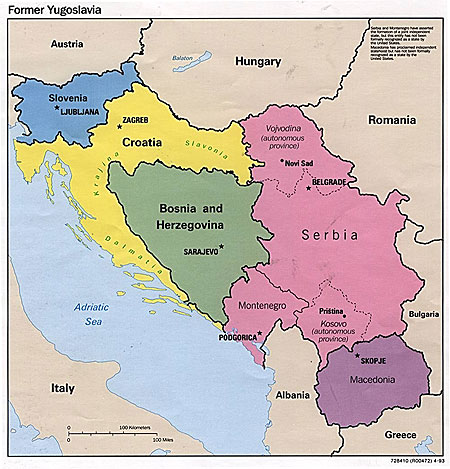
خريطة يوغوسلافيا قبل عام 1991.

بعد وفاة زعيمها جوزيب بروز تيتو عانت يوغوسلافيا من خلل في النظام السياسي وكارثة اقتصادية في الثمانينيات. عندما كانت الشيوعية تفقد قوتها وصل القادة الوطنيون الجدد سلوبودان ميلوسيفيتش في صربيا وفرانيو تودجمان في كرواتيا إلى السلطة. دعت سلوفينيا وكرواتيا إلى إصلاحات وتقوية كونفدرالية الدولة في يوغوسلافيا لكن هذه الدعوة قوبلت بمعارضة حكومة البلاد في بلغراد. في 25 يونيو 1991 أعلنت سلوفينيا وكرواتيا الاستقلال عن يوغوسلافيا. تبع ذلك نزاع مسلح قصير في سلوفينيا وتصاعدت حرب الاستقلال الكرواتية. أعلنت مقدونيا أيضا الاستقلال الذي منحته يوغوسلافيا دون نزاع. بدأ تنفيذ خطة الإطار ووضع الأسس لحدود جديدة لـ «يوغوسلافيا الثالثة» في محاولة لتأسيس دولة «يعيش فيها جميع الصرب مع أراضيهم معا في نفس الدولة».
عرضت خطة عزت بيعوفيتش-غليغوروف إعادة هيكلة يوغوسلافيا على أساس مبدأ 2 + 2 + 2 مع صربيا والجبل الأسود كنواة لاتحاد غير متماثل مع البوسنة والهرسك ومقدونيا في اتحاد فضفاض ومع كرواتيا وسلوفينيا بشكل اتحاد متساو. ولم يقبل أي من الجانبين الخطة. في أواخر عام 1991 بدأ الصرب في إنشاء مناطق حكم ذاتي في البوسنة والهرسك. عندما أعلن ممثلو حزب العمل الديمقراطي في برلمان جمهورية البوسنة والهرسك عن خطتهم لإجراء استفتاء على الاستقلال عن يوغوسلافيا في 14 أكتوبر 1991 قاد السياسي الصربي البوسني رادوفان كاراديتش من الحزب الديمقراطي الصربي ألقى كلمة في الجلسة البرلمانية وهدد فيها علنا بالحرب وانقراض البوشناق كشعب. في 9 يناير 1992 أعلنت جمعية صرب البوسنة والهرسك «جمهورية الصرب في البوسنة والهرسك» والتي ستشمل الأراضي ذات الأغلبية الصربية و«الأراضي الإضافية التي لم يتم تحديدها بدقة ولكنها تشمل المناطق التي كان الصرب يشكلون فيها أغلبية» قبل الحرب العالمية الثانية.
في 29 فبراير و1 مارس 1992 أجرت البوسنة والهرسك استفتاء على الاستقلال وبعد ذلك أعلنت استقلالها عن يوغوسلافيا. أراد معظم صرب البوسنة والهرسك البقاء في نفس الدولة مع صربيا. خلال الدورة السادسة عشرة لجمعية صرب البوسنة والهرسك في 12 مايو 1992 قدم كارادزيتش الذي كان آنذاك زعيم الدولة الأولى لجمهورية صرب البوسنة "أهدافه الاستراتيجية الستة" والتي تضمنت "الانفصال عن الهدفين الآخرين". المجتمعات القومية وفصل الدول" و"إنشاء ممر في وادي درينا وبالتالي القضاء على [نهر] درينا كحدود بين الدول الصربية". الجنرال في جمهورية صرب البوسنة راتكو ملاديتش حدد "جحافل المسلمين والكروات" بالعدو واقترح على الجمعية أن تقرر ما إذا كانت ستطردهم بالوسائل السياسية أو بالقوة.
تصاعدت حرب البوسنة والهرسك بسرعة. كانت القوات الصربية تتألف من جيش جمهورية صرب البوسنة وجيش يوغوسلافيا الشعبي والقوات شبه العسكرية الصربية والصربية البوسنية. كان هدفهم تشكيل يوغوسلافيا الردف أو صربيا الكبرى. أرادت السلطات الصربية في بلغراد ضم أراضي جديدة للصرب في البوسنة والهرسك وكرواتيا والتي ستضاف في النهاية إلى صربيا والجبل الأسود.
في بداية الحرب تعاونت القوات البوسنية التي تم تنظيمها في جيش جمهورية البوسنة والهرسك والقوات الكرواتية التي تم تنظيمها في مجلس الدفاع الكرواتي في البداية ضد جيش يوغوسلافيا الشعبي وجيش جمهورية صرب البوسنة. كان مجلس الدفاع الكرواتي هو الجيش الرسمي للجمهورية الكرواتية في البوسنة والهرسك وهو «كيان سياسي وثقافي واقتصادي وإقليمي منفصل» داخل البوسنة والهرسك أعلنه مات بوبان في 18 نوفمبر 1991. وقال مجلس الدفاع الكرواتي إنه ليس لديه هدف انفصالي وتعهدت باحترام الحكومة المركزية في سراييفو. تم تمويل وتسليح الجمهورية الكرواتية في البوسنة والهرسك من قبل كرواتيا. خلص المسؤولون الدوليون والمحكمة الجنائية الدولية ليوغوسلافيا السابقة إلى أن الهدف من إنشاء الجمهورية الكرواتية في البوسنة والهرسك هو تشكيل كرواتيا الكبرى من أجزاء من البوسنة والهرسك في الواقع تقسيم البوسنة والهرسك بين توسيع صربيا وكرواتيا.

## التعريفات
يعد التطهير العرقي «سياسة هادفة تضعها مجموعة عرقية أو دينية واحدة للتخلص من السكان المدنيين من جماعة عرقية أو دينية أخرى من مناطق جغرافية معينة عن طريق العنف والوسائل المستلهمة من الإرهاب. (تم إنشاء لجنة من الخبراء بموجب قرار مجلس الأمن التابع للأمم المتحدة رقم 780)».
وقد وصفت صياغة سابقة من لجنة الخبراء التطهير العرقي بأنه "مخطط للتخلص المتعمد من سكان إقليم معين، لأشخاص من مجموعة عرقية معينة، وذلك باستخدام القوة أو التخويف، حتى تكون تلك المنطقة متجانسة عرقيًا. وقد اعتمد هذا التعريف على "العديد من التقارير التي تصف السياسات والممارسات التي تم تنفيذها في يوغوسلافيا السابقة، حيث أجريت "عمليات التطهير العرقي" باستخدام وسائل القتل والتعذيب والاعتقال التعسفي والاحتجاز والإعدام خارج نطاق القضاء والاغتصاب والاعتداء الجنسي وحصار السكان المدنيين في مناطق الغيتو، إلى جانب تهجير وترحيل السكان المدنيين بشكل قسري، وكذلك الهجمات العسكرية المتعمدة أو تهديدات بشنها على المدنيين والمناطق المدنية، فضلاً عن التدمير المتعمد للممتلكات. وتشكل تلك الممارسات جرائم ضد الإنسانية، ويمكن دمجها مع جرائم حرب محددة. وعلاوة على ذلك، يمكن لهذه الأفعال أن تندرج أيضًا في إطار المعنى الذي تشير إليه اتفاقية منع الإبادة الجماعية"./ وتكمن الفكرة في التطهير العرقي في "إجبار الناس على المغادرة والوسائل المستخدمة لتحقيق هذه الغاية النهائية والتي تتفاوت بين القانونية وشبه القانونية". ويعتبر بعض الأكاديميين الإبادة الجماعية كمجموعة فرعية من "التطهير العرقي الإجرامي". ولهذا، فإن هذه المفاهيم مختلفة، لكنها ذات صلة "فحرفيًا ومجازيًا يصب التطهير العرقي في الإبادة الجماعية، حيث إن القتل الجماعي يُرتكب للتخلص من بعض الناس."

وباستعراض ما رأته محكمة العدل الدولية (ICJ) فيما يتعلق بقضية الإبادة الجماعية البوسنية في الحكم الصادر في قضية جورجيك ضد ألمانيا في 12 يوليو عام 2007، استشهدت المحكمة الأوروبية لحقوق الإنسان بقرار محكمة العدل الدولية في قضية الإبادة الجماعية البوسنية للتمييز بين التطهير العرقي والإبادة الجماعية.
كثيرًا ما يُستخدم مصطلح "التطهير العرقي" للإشارة إلى الأحداث التي اندلعت في البوسنة والهرسك والتي كانت موضوع هذه القضية... وقد أشار قرار الجمعية العامة للأمم المتحدة رقم 47/121 في تمهيده إلى "السياسة المقيتة" "للتطهير العرقي"، والتي تعد شكلاً من أشكال الإبادة الجماعية، كتلك التي ارتكبت في البوسنة والهرسك. ... ويمكن أن يكون [التطهير العرقي] فقط شكلاً من أشكال الإبادة الجماعية في إطار معنى اتفاقية [الإبادة] الجماعية، إذا كان مطابقًا أو يقع ضمن واحدة من فئات الأفعال التي تحظرها المادة الثانية من الاتفاقية. لا تعتبر النية، كمسألة تتعلق بسياسة متبعة، لجعل المنطقة "متجانسة عرقيًا"، ولا العمليات التي يمكن أن تجرى لتنفيذ تلك السياسة، إبادة جماعية: فالنية التي تميز الإبادة الجماعية تكمن في "التدمير كليًا أو جزئيًا" لجماعة معينة، كما لا يعتبر ترحيل أو تهجير أعضاء هذه الجماعة، حتى لو تم تنفيذ هذا بالقوة، أمرًا مرادفًا بالضرورة لتدمير هذه الجماعة، ولا يعتبر هذا التدمير نتيجة تلقائية للتهجير. وهذا لا يعني أن الأعمال الموصوفة بكونها "تطهيرًا عرقيًا" لا يمكن أن تشكل إبادة جماعية، وذلك في حالة تم وصفها، على سبيل المثال، بأنها "التأثير المتعمد على ظروف معيشة المجموعة بهدف الإهلاك الفعلي لها كليًا أو جزئيًا"، وذلك بما يخالف أحكام المادة الثانية، الفقرة (ج) من الاتفاقية، شريطة أن يتم هذا العمل مع وجود نية محددة لازمة (القصد الإجرامي المشدد)، أي بغية تدمير الجماعة، وهو ما يختلف عن أمر ترحيلها من المنطقة. كما لاحظت المحكمة الجنائية الدولية ليوغوسلافيا السابقة أنه بينما "يوجد تشابه واضح بين سياسة الإبادة الجماعية والسياسة المعروفة باسم "التطهير العرقي" (Krstić, IT-98-33-T، حكم المحكمة، 2 أغسطس 2001, الفقرة 562)، إلا أن هناك[فرقًا] واضحًا بين التدمير المادي ومجرد تشتيت الجماعة. ولا يكفي طرد جماعة أو جزء منها في حد ذاته للإشارة إلى إبادة جماعية. |الاتفاقية الأوروبية لحقوق الإنسان في اقتباس من محكمة العدل الدولية.

## التقارير الدولية
نشرت لجنة العلاقات الخارجية بمجلس الشيوخ الأمريكي تقرير طاقم العمل حول التطهير العرقي في البوسنة والهرسك في أغسطس 1992. في 17 نوفمبر من العام نفسه أصدر المقرر الخاص للأمم المتحدة تاديوس مازوفيتسكي تقرير بعنوان «حالة حقوق الإنسان في إقليم يوغوسلافيا السابقة» إلى الأمم المتحدة. في التقرير تم تحديد التطهير العرقي في البوسنة والهرسك ووصفه بأنه هدف سياسي للقوميين الصرب الذين أرادوا ضمان السيطرة على الأراضي ذات الأغلبية الصربية وكذلك «الأراضي المجاورة التي تم استيعابهم فيها». طبقا للتقرير لعبت القوات شبه العسكرية دور رئيسي في التطهير العرقي.
في 18 ديسمبر 1992 أصدرت الجمعية العامة للأمم المتحدة القرار 47/147 الذي رفضت فيه "الاستيلاء على الأراضي بالقوة" وأدانت "بأشد العبارات الممكنة الممارسة المقيتة" للتطهير العرقي" واعترفت بـ" القيادة الصربية في الأراضي الواقعة تحت سيطرتهم في البوسنة والهرسك ويتحمل الجيش اليوغوسلافي والقيادة السياسية لجمهورية صربيا المسؤولية الأساسية عن هذه الممارسة البغيضة".
في 1 يناير 1993 أصدرت هلسنكي ووتش تقرير عن النزاعات في يوغوسلافيا السابقة. ووجدت أن التطهير العرقي كان «أفظع الانتهاكات في كل من كرواتيا والبوسنة والهرسك» لأنه تصور «إعدام بإجراءات موجزة واختفاء واحتجاز تعسفي وترحيل وتشريد قسري لمئات الآلاف من الأشخاص على أساس دينهم أو جنسيتهم».
سمح قرار مجلس الأمن الدولي رقم 780 بتشكيل لجنة خبراء لتسجيل الجرائم في يوغوسلافيا السابقة بما في ذلك البوسنة والهرسك. في 27 مايو 1994 تم الانتهاء من هذه التقارير التي وصفت سياسة التطهير العرقي. عقدت لجنة العلاقات الخارجية بمجلس الشيوخ الأمريكي جلسة استماع بشأن جرائم الحرب في البلقان في 9 أغسطس 1995.
في 15 نوفمبر 1999 أصدرت الأمم المتحدة «تقرير الأمين العام عمل بقرار الجمعية العامة 53/35: سقوط سريبرينيتشا [A / 54/549]» والذي يوضح بالتفصيل سقوط سريبرينيتشا في يوليو 1995 ووجدته كان جزء من خطة التطهير العرقي الصربية الأكبر لإخلاء أراضي البوسنة والهرسك التي أرادوا ضمها حتى يتمكن الصرب من إعادة توطينهم.

## الحملات والأساليب
تضمنت الأساليب المستخدمة خلال حملات التطهير العرقي البوسني «قتل المدنيين والاغتصاب والتعذيب وتدمير الممتلكات المدنية والعامة والثقافية والنهب والسلب وإعادة توطين السكان المدنيين قسرا». كما تضمنت إجراءات إدارية مثل فقدان مجموعة عرقية لوظائفها أو التعرض للتمييز أو الحرمان من العلاج في المستشفى. كان التهجير القسري للسكان المدنيين نتيجة للصراع وهدفه من خلال حملة التطهير العرقي. تضمنت الحملة الصربية القتل الانتقائي لممثلي المدنيين والدينيين والمثقفين للبوشناق والكروات وإرسال الذكور البالغين إلى معسكرات الاعتقال واغتصاب النساء. كما تضمنت الحملة الصربية تدمير وحرق المواقع التاريخية والدينية والثقافية الكرواتية والبوشناق.

### القوات الصربية
تم طرد ما بين 700000 و1000000 بوسني من ديارهم من الأراضي البوسنية التي تسيطر عليها القوات الصربية. ويقدر مصدر آخر أنه تم طرد ما لا يقل عن 750.000 من البوشناق وعدد أقل من الكروات من هذه المناطق. بالإضافة إلى ذلك تم طرد حوالي 30.000 من الغجر أيضا. وشملت الأساليب المستخدمة لتحقيق ذلك الإكراه والإرهاب من أجل الضغط على البوشناق والكروات وغيرهم لمغادرة المناطق التي يطالب بها الصرب.

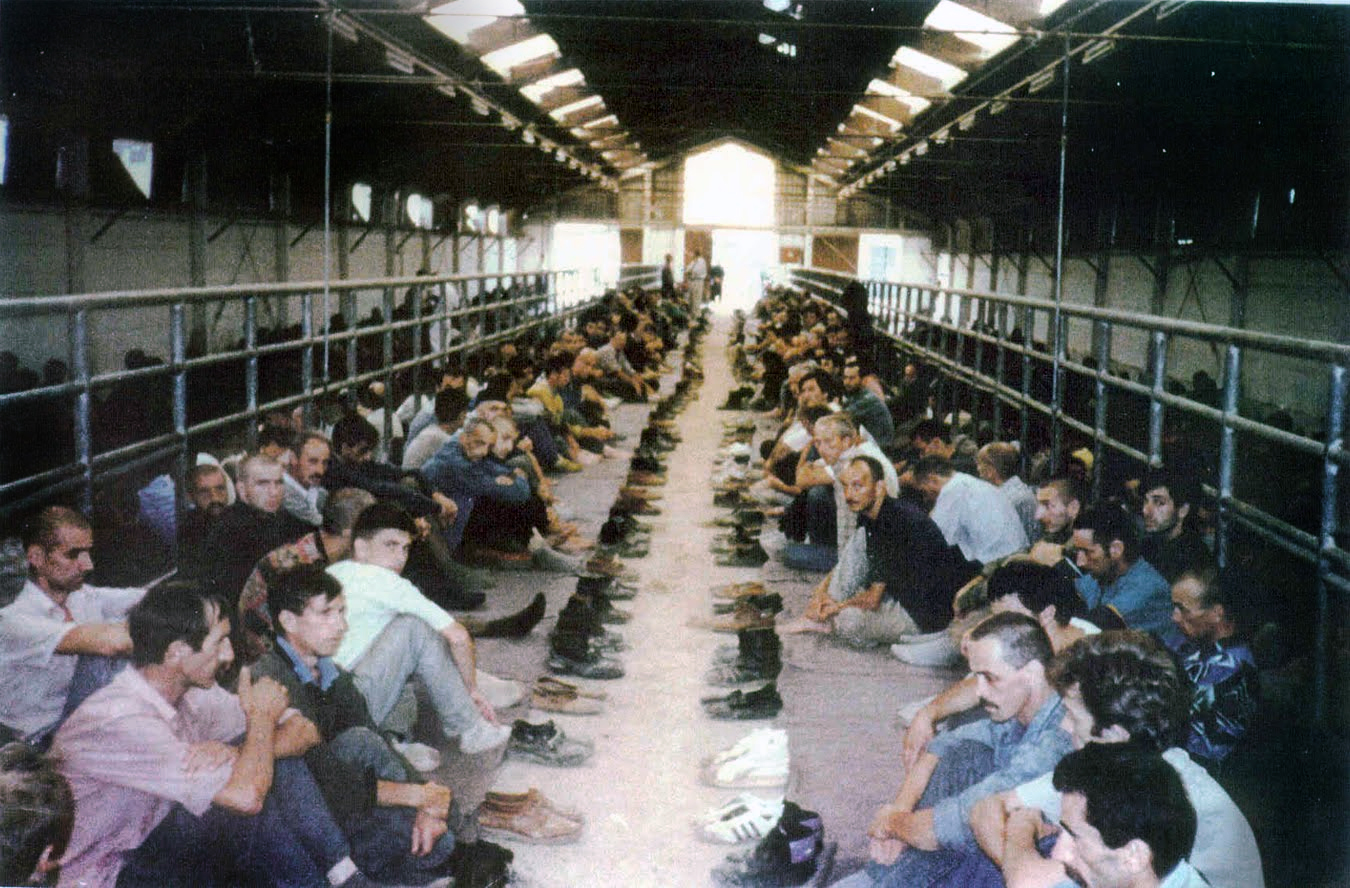
معتقلون في معسكر مانجاكا بالقرب من بانيا لوكا، 1992.

نص الدستور الأولي لجمهورية صرب البوسنة في المادة الأولى منه على أنها «دولة الشعب الصربي» دون أي ذكر للمجموعات العرقية الأخرى التي تعيش هناك. تم إدخال العديد من الإجراءات التمييزية ضد البوشناق في الأراضي التي يسيطر عليها جيش جمهورية صرب البوسنة. في مدينة برييدور اعتبارا من 30 أبريل 1992 تم فصل غير الصرب من وظائفهم ومنعوا من دخول مبنى المحكمة وحل محلهم الصرب. تم ترحيل المثقفين البوسنيين وغيرهم إلى معسكر أومارسكا. تم تفتيش منازل البوسنيين والكروات بحثا عن أسلحة ونُهبت في بعض الأحيان. في 31 مايو 1992 نص أمر على أن على غير الصرب وضع علامات أو أعلام بيضاء على منازلهم أو ارتداء شارات بيضاء خارج منازلهم. رافقت القوات الصربية غير الصرب الذين يرتدون شارات بيضاء في حافلات نقلتهم إلى معسكرات أومارسكا وترنوبوليه وكيراتيرم. تم تقييد الحركة من خلال حظر التجول ونقاط التفتيش. ناشد البث الإذاعي الصرب «قتل البوشناق والكروات بطريقة غير قانونية». تم وضع التعذيب وسوء المعاملة في مراكز الاحتجاز هذه لترك السجناء دون خيار آخر ثم قبول عرض الإفراج عنهم بشرط توقيعهم على وثيقة تجبرهم على مغادرة المنطقة.
في بانيا لوكا طُرد البوشناق والكروات من منازلهم واستولى الصرب النازحون على أماكن إقامتهم. وأدى العمل الجبري الذي فرضته السلطات إلى تسريع هروب غير الصرب. واضطر أولئك الذين غادروا بانيا لوكا إلى التوقيع على وثائق التخلي عن ممتلكاتهم دون تعويض. كثيرا ما اقتحمت القوات شبه العسكرية منازل غير الصرب ليلا لسرقة شاغليها والاعتداء عليهم. في بعض الحالات أطلقت القوات شبه العسكرية النار على المنازل. ولم تمنع الشرطة المحلية الصربية هذه الاعتداءات المستمرة. في زفورنيك مُنح البوشناق طوابع رسمية على بطاقات الهوية لتغيير محل إقامتهم لمغادرة المنطقة وأجبروا على نقل ممتلكاتهم إلى وكالة لتبادل المنازل. بدءا من مايو إلى يونيو 1992 تم نقل البوسنيين بالحافلة إلى توزلا وسوبوتيكا في صربيا. وصدرت أوامر لبعض السكان بالمغادرة تحت تهديد السلاح. حدثت عمليات نقل قسري مماثلة في فوتشا وفلاسينيتشا وبرشكو وبوسانسكي شاماتش ومدن بوسنية أخرى. في القرى المحيطة بفلاسينيتسا أمر ميروسلاف كرالييفيتش فصيلة الشرطة الخاصة الصربية بأن تكون المنطقة «نظيفة 100٪» وألا يبقى أي بوسني. كان ممثلو المفوضية مترددين في مساعدة البوشناق على مغادرة المناطق المتضررة من الحرب خوفا من أن يصبحوا شركاء غير راغبين في التطهير العرقي. تم تغيير اسم فوتشا إلى سربيني (مكان الصرب). قالت امرأة بوسنية تعرضت للاغتصاب إن مغتصبها أخبرها أن هدفه هو تعميدهم وتحويلهم جميعا إلى الصرب.
في كوزلوك في يونيو 1992 تم اعتقال البوشناق ووضعهم في شاحنات وقطارات لإخراجهم من المنطقة. في بيلجينا طُرد غير الصرب أيضا من منازلهم وفصلوا من وظائفهم. تم إرسال المعتقلين من غير الصرب إلى معسكر باتكوفيتش حيث قاموا بأعمال السخرة على الخطوط الأمامية. وخصت القوات شبه العسكرية الصربية البوسنيين واستخدمت العنف ضدهم. في مذابح فيسيغراد عام 1992 تم اعتقال المئات من البوشناق على جسر وإطلاق النار عليهم وإلقائهم في النهر أو حبسهم في منازل وحرقهم أحياء وتعرضت نساء من البوسنيات للاغتصاب وقُيد رجل بوسني في سيارة وجُرّ في أنحاء المدينة. حدثت 70٪ من جميع عمليات الطرد بين أبريل وأغسطس 1992 عندما هاجمت القوات الصربية 37 بلدية في جميع أنحاء البوسنة والهرسك مما قلل عدد السكان غير الصرب من 726960 (54٪) في عام 1991 إلى 235,015 (36٪) في عام 1997. 850 قرية بوسنية وكرواتية سويت بالأرض.
وضع جيش جمهورية صرب البوسنة الجيوب البوسنية تحت الحصار. بعد استيلاء جيش جمهورية صرب البوسنة على سريبرينيتشا في 11 يوليو 1995 وتم ذبح 7,475 من البوشناق بينما تم نقل 23000 شخص إضافي خارج المنطقة بحلول 13 يوليو. بشكل عام قتلت القوات الصربية ما يقرب من 50000 من غير الصرب في جميع أنحاء البوسنة والهرسك لإجبار الكثيرين الآخرين على المغادرة.

### القوات الكرواتية

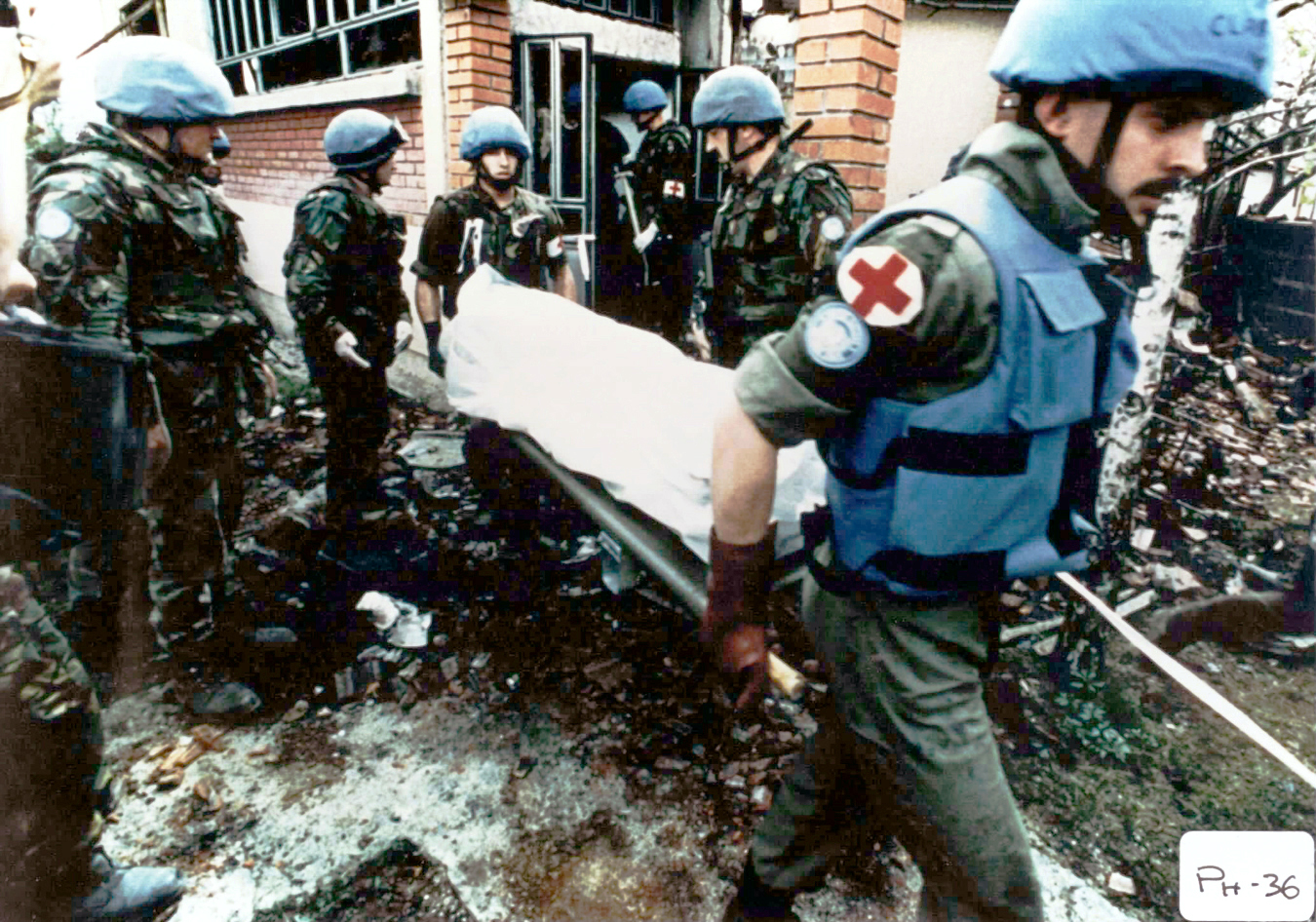
حفظة السلام التابعون للأمم المتحدة يجمعون الجثث من أحميتشي في أبريل 1993.

في أوائل عام 1992 بينما كانت قوات جيش جمهورية صرب البوسنة تتقدم نحو أودشاك وبوسانسكا بوسافينا قامت القوات الكرواتية بطرد المدنيين الصرب الذين يعيشون في المنطقة ونقلهم إلى كرواتيا. كما طردوا الصرب من الهرسك وأحرقوا منازلهم في مايو 1992. في عام 1993 استخدمت سلطات كروات البوسنة والهرسك التطهير العرقي بالتزامن مع الهجوم على موستار حيث تم وضع البوشناق في معسكرات اعتقال يديرها الكروات. طردت القوات الكرواتية البوسنيين من الجزء الغربي من موستار ومن مدن وقرى أخرى بما في ذلك ستولاك وسابليينا. لتولي السلطة في المجتمعات في وسط البوسنة والهرسك الغربية التي كانت تطمع بها الجمهورية الكرواتية في البوسنة والهرسك أمر رئيسها ماتي بوبان مجلس الدفاع الكرواتي بالبدء في اضطهاد البوسنيين الذين يعيشون في هذه الأراضي. استخدمت القوات الكرواتية «المدفعية والإخلاء والعنف والاغتصاب والسرقة والابتزاز» لطرد أو قتل السكان البوسنيين الذين احتُجز بعضهم في معسكري هيليودروم ودريتيلي. كان هدف مجازر أحميتشي وستوبني دو هو إخراج البوسنيين من هذه المناطق.
فجر جنود كروات متاجر ومحلات تجارية للبوشناق في بعض البلدات. اعتقلوا الآلاف من المدنيين البوسنيين وحاولوا إبعادهم عن الهرسك بترحيلهم إلى دول ثالثة. قامت قوات الجمهورية الكرواتية في البوسنة والهرسك بتطهير الصرب والبوشناق من المكاتب الحكومية والشرطة. تعرض البوسنيون في المناطق التي تم تحديدها من قبل الجمهورية الكرواتية في البوسنة والهرسك للمضايقات بشكل متزايد. في فيتيس وزينيتشا في أبريل 1993 حذر الجنود الكروات البوشناق من أنهم سيقتلون في غضون ثلاث ساعات ما لم يغادروا منازلهم. تم طرد 5000 بوسني من منطقة فيتيس و20000-25000 من الجزء الخاضع للسيطرة الكرواتية من موستار. ووقعت أحداث مماثلة في بروزور حيث غادر البوشناق بعد أن استولت القوات الكرواتية على المدينة ونهبوا وحرقوا المحلات التجارية البوسنية.

### القوات البوسنية
وفقا «للتقرير النهائي لمجلس الأمن الدولي (1994)» تورط البوشناق في «انتهاكات جسيمة لاتفاقيات جنيف وانتهاكات أخرى للقانون الإنساني الدولي» لكنهم لم ينخرطوا في «تطهير عرقي منهجي». اتهم الادعاء البوسني أعضاء سابقين في الجيش البوسني بارتكاب جرائم ضد الإنسانية ضد الصرب بهدف طردهم من كونييتش والقرى المحيطة في مايو 1992. أثناء حصار غورايد عام 1993 طردت القوات البوسنية بعض الصرب من المدينة ووضعت آخرين رهن الإقامة الجبرية. وقعت حوادث مماثلة في مارس 1993 عندما بدأت السلطات البوسنية حملة لطرد الكروات من كونييتش. كما تم طرد الآلاف من المدنيين الكروات من بوغوينو في عامي 1993 و 1994 من قبل جيش جمهورية البوسنة والهرسك. أثناء حصار سراييفو قام زعيم الميليشيات البوسنية شبه العسكرية موشان توبالوفيتش وقواته باختطاف وقتل معظمهم من الصرب الذين يعيشون في ضاحية سراييفو وحولها قبل أن تقتل الشرطة البوسنية توبالوفيتش في أكتوبر 1993. بعد الحرب ترك الكروات فاريش طوعا خوفا من الانتقام البوسني. كان لمغادرة الكروات من سراييفو وتوزلا وزينيتشا دوافع مختلفة والتي لم تكن دائما نتيجة مباشرة لضغط البوشناق.

## التغيرات الديموغرافية

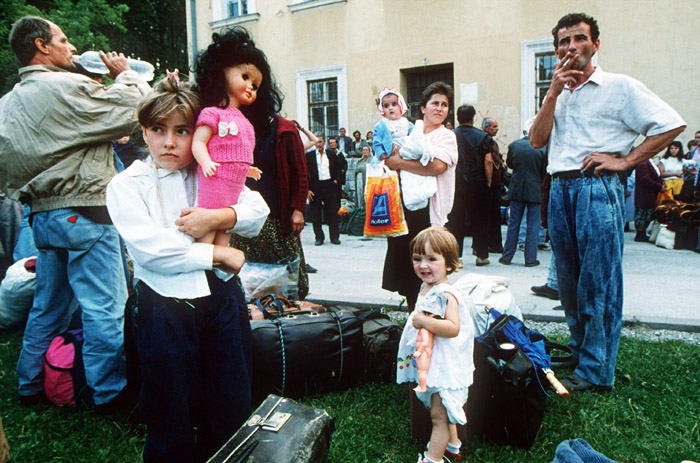
نازحون بوسنيون عام 1993.

وفقا لتعداد عام 1991 بلغ عدد سكان البوسنة والهرسك 4364.574 نسمة منهم 43.7٪ من البوشناق و31.4٪ من الصرب و 17.3٪ من الكروات و5.5٪ من اليوغوسلاف. في عام 1981 كان حوالي 16٪ من السكان من أصول مختلطة. شكل الصرب 31٪ من سكان البوسنة والهرسك لكن كارادزيتش استولى على 70٪ من أراضي البلاد. أراد منظمو حملة التطهير العرقي استبدال مجتمع البوسنة والهرسك متعدد الأعراق بمجتمع قائم على السيادة القومية الصربية والذي كان يُنظر إليه على أنه شكل من أشكال إضفاء الصرب على هذه المناطق. وصف الأكاديمي الهندي رادها كومار هذا الفصل الإقليمي للجماعات على أساس جنسيتها بأنه «فصل عنصري عرقي».
تشير التقديرات إلى أن ما بين 1.0 و1.3 مليون تم اقتلاعهم من جذورهم وأن عشرات الآلاف قتلوا أثناء التطهير العرقي. نفذت القوات الصربية معظم حملات التطهير العرقي وكانت غالبية الضحايا من البوشناق.

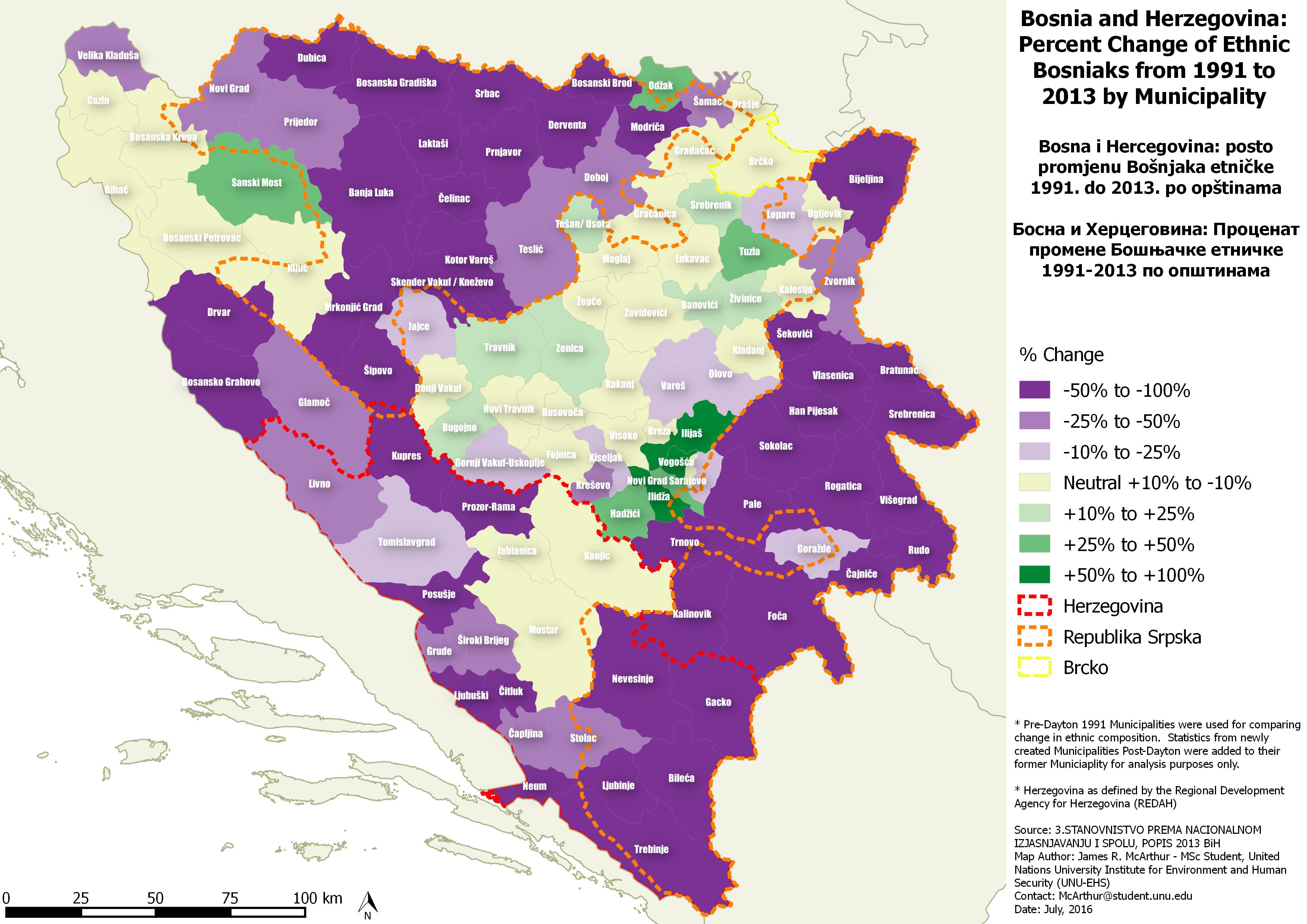
التغيير النسبي لعدد البوشناق حسب البلدية من 1991 إلى 2013.

في سبتمبر 1994 قدر ممثلو المفوضية السامية للأمم المتحدة لشؤون اللاجئين أن حوالي 80.000 من غير الصرب من أصل 837.000 كانوا يعيشون في البداية في الأراضي التي يسيطر عليها الصرب في البوسنة والهرسك قبل أن تظل الحرب هناك وإزالة تقدر بنحو 90٪ من البوشناق والكروات من الأراضي التي يطمع بها الصرب وجميعهم تقريبا أجبروا عمدا على ترك منازلهم. بحلول نهاية الحرب في أواخر عام 1995 طردت قوات صرب البوسنة والهرسك أو قتلت 95٪ من غير الصرب الذين يعيشون في الأراضي التي ضموها. في إحدى البلديات زفورنيك انخفض عدد السكان البوسنيين والكروات من 31000 في عام 1991 إلى أقل من 1000 في عام 1997.
قبل الحرب كانت الأراضي البوسنية التي يسيطر عليها جيش جمهورية صرب البوسنة تتألف من 47٪ من الصرب و33٪ من البوشناق و13٪ من الكروات. بعد الحرب وفقا لبحث أجراه عالم الديموغرافيا البوسنية مراد براشو شكل الصرب في عام 1995 89٪ بينما شكل البوشناق 3٪ والكروات 1٪ من السكان المتبقين. في الأراضي البوسنية التي كانت تحت سيطرة مجلس الدفاع الكرواتي والجيش الكرواتي قبل الحرب كان الكروات يشكلون 49٪ من السكان وارتفعت هذه النسبة إلى 96٪ في عام 1996. وبحلول العام نفسه انخفضت نسبة البوشناق من 22٪ إلى 2.5٪ وانخفضت نسبة الصرب من 25٪ إلى 0.3٪. قبل الحرب كان البوشناق يشكلون 57٪ من سكان الأراضي التي تسيطر عليها الحكومة البوسنية وفي نهاية الحرب شكلوا 74٪.
| المجموعة العرقية | 1991             | 1995            | تغيير             |
| ---------------- | ---------------- | --------------- | ----------------- |
| البوشناق         | 551,000 (32.7%)  | 28,000 (3.1%)   | -523,000 (-29.6%) |
| الكروات          | 209,000 (12.4%)  | 11,000 (1.2%)   | -198,000 (-11.2%) |
| الصرب            | 799,000 (47.5%)  | 806,000 (89.2%) | +7,000 (+41.7%)   |
| المجموع          | 1,683,000 (100%) | 904,000 (100%)  | -779,000          |

| المجموعة العرقية | 1991              | 1995              | التغيير          |
| ---------------- | ----------------- | ----------------- | ---------------- |
| البوشناق         | 1,235,000 (56.9%) | 1,238,000 (74.1%) | +3,000 (+17.2%)  |
| الكروات          | 295,000 (13.6%)   | 150,000 (9.0%)    | -145,000 (-4.6%) |
| الصرب            | 438,000 (20.2%)   | 180,000 (10.8%)   | -258,000 (-9.4%) |
| المجموع          | 2,170,000 (100%)  | 1,671,000 (100%)  | -499,000         |

| المجموعة العرقية | 1991            | 1995            | التغيير           |
| ---------------- | --------------- | --------------- | ----------------- |
| البوشناق         | 117,000 (22.1%) | 8,000 (2.5%)    | -109,000 (-19.6%) |
| الكروات          | 259,000 (49.0%) | 307,000 (95.6%) | +48,000 (+46.6%)  |
| الصرب            | 130,000 (24.6%) | 1,000 (0.3%)    | -129,000 (-24.3%) |
| المجموع          | 529,000 (100%)  | 321,000 (100%)  | -208,000          |

المؤرخ الكرواتي ساشا مردولياش حلل التغيرات الديموغرافية على أساس السيطرة الإقليمية بعد اتفاقية دايتون. وفقا لأبحاثه في جمهورية صرب البوسنة تغير عدد البوشناق من 473000 في عام 1991 إلى 100000 في عام 2011 وعدد الكروات من 151000 إلى 15000 وتغير عدد الصرب من 886000 إلى 1.220.000. في الأراضي التي يسيطر عليها جيش جمهورية البوسنة والهرسك تغير عدد الصرب من 400.000 إلى 50.000 وتغير عدد الكروات من 243.000 إلى 110.000 وتغير عدد البوشناق من 1.323.000 إلى 1.550.000. في المنطقة التي يسيطر عليها مجلس الدفاع الكرواتي تغير عدد الصرب من 80.000 إلى 20.000 وتغير عدد البوشناق من 107.000 إلى 70.000 وتغير عدد الكروات من 367.000 في عام 1991 إلى 370.000 في عام 2011.
| المجموعة العرقية |                 |                   |                |
| المجموعة العرقية | 1991            | 2011              | تغيير في الحصة |
| ---------------- | --------------- | ----------------- | -------------- |
| البوشناق         | 473,000 (28.9%) | 100,000 (7.4%)    | –21.6%         |
| الكروات          | 151,000 (9.2%)  | 15,000 (1.1%)     | –8.1%          |
| الصرب            | 886,000 (54.2%) | 1,220,000 (90.0%) | +35.8%         |
| يوغوسلاف         | 82,000 (5.0%)   | -                 | –5.0%          |
| آخرون            | 42,000 (2.6%)   | 20,000 (1.5%)     | –1,1%          |
| المجموع          | 1,634,000       | 1,355,000         |                |

| المجموعة العرقية |                   |                   |                  |
| المجموعة العرقية | 1991              | 2011              | التغيير في الحصة |
| ---------------- | ----------------- | ----------------- | ---------------- |
| البوشناق         | 1,323,000 (61.3%) | 1,550,000 (89.1%) | +27.8%           |
| الكروات          | 243,000 (11.3%)   | 110,000 (6.3%)    | –4.9%            |
| الصرب            | 400,000 (18.5%)   | 50,000 (2.9%)     | –15.6%           |
| يوغوسلاف         | 140,000 (6.5%)    | -                 | –6.5%            |
| آخرون            | 54,000 (2.5%)     | 30,000 (1.7%)     | –0.8%            |
| المجموع          | 2,160,000         | 1,740,000         |                  |

| المجموعة العرقية |                 |                 |                  |
| المجموعة العرقية | 1991            | 2011            | التغيير في الحصة |
| ---------------- | --------------- | --------------- | ---------------- |
| البوشناق         | 107,000 (18.3%) | 70,000 (14.9%)  | –3.4%            |
| الكروات          | 367,000 (62.8%) | 370,000 (78.7%) | +15.9%           |
| الصرب            | 80,000 (13.7%)  | 20,000 (4.3%)   | –9.4%            |
| يوغوسلاف         | 21,000 (3.6%)   | -               | –3.6%            |
| آخرون            | 9,000 (1.5%)    | 10,000 (2.1%)   | +0.6%            |
| المجموع          | 584,000         | 470,000         |                  |

قدرت التقديرات الأولية عدد اللاجئين والنازحين داخليا خلال حرب البوسنة والهرسك بـ 2.7 مليون على الرغم من أن المنشورات اللاحقة الصادرة عن الأمم المتحدة تشير إلى 2.2 مليون شخص فروا أو أجبروا على ترك منازلهم. كانت أكبر هجرة جماعية في أوروبا منذ الحرب العالمية الثانية. نزح مليون شخص داخليا وغادر 1.2 مليون شخص البلاد هرب 685 ألف إلى أوروبا الغربية - ذهب 330 ألف منهم إلى ألمانيا - وذهب 446500 إلى جمهوريات يوغوسلافية سابقة أخرى. انتهت حرب البوسنة والهرسك عندما تم التوقيع على اتفاقية دايتون في 14 ديسمبر 1995 التي نصت على بقاء البوسنة والهرسك دولة موحدة يتقاسمها اتحاد البوسنة والهرسك وجمهورية صرب البوسنة ومنحت حق العودة لضحايا التطهير العرقي.
| البلد           | البوشناق                    | الكروات                   | الصرب                     |
| --------------- | --------------------------- | ------------------------- | ------------------------- |
| البوسنة والهرسك | 1,270,000 (63% من المجموعة) | 490,000 (67% من المجموعة) | 540,000 (39% من المجموعة) |

استمر تجانس السكان بعد انتهاء الحرب. عندما تم نقل المناطق التي يسيطر عليها الصرب في سراييفو إلى اتحاد البوسنة والهرسك في مارس 1996 غادر العديد من الصرب سراييفو في الأشهر التالية. بين 60.000 و90.000 غادر الصرب ضواحي سراييفو. تم تفسير ذلك على أنه نتيجة تقسيم دايتون للبوسنة والهرسك على أسس عرقية. ضغط سياسيو صرب البوسنة والهرسك على الصرب لمغادرة سراييفو في حين تسببت التصريحات المختلطة للحكومة البوسنية في انعدام الثقة بين السكان الصرب. أحرق متطرفون من صرب البوسنة والهرسك الشقق وطردوا الصرب الذين أرادوا البقاء في هذه الضواحي قبل تسليم السلطة للحكومة البوسنية. في إليدا اختفت الأدوية والآلات ومعدات المرافق. دعا السياسي الصربي مومتشيلو كرايشنيتش الصرب علنا إلى مغادرة سراييفو مما دفع المسؤول الصحفي في الأمم المتحدة إلى وصف السلطات الصربية بـ «سادة التلاعب». غالبا ما يُشار إلى هذه الحادثة على أنها «يصعب التمييز بين الإكراه والطوعية».
كانت التغيرات الديموغرافية التي سببها الصراع في البوسنة والهرسك هي الأكثر دراماتيكية التي شهدها هذا البلد منذ قرن. سجل تعداد السكان لعام 2013 3,531,159 نسمة بانخفاض أكثر من 19٪ خلال جيل واحد.

## هدم المباني الدينية

### الإسلامية
|               | دمرها الصرب | دمرها الكروات | تضررت من الصرب | تضررت من الكروات | إجمالي الدمار خلال الحرب | إجمالي الأضرار خلال الحرب | المجموع | العدد الإجمالي قبل الحرب | النسبة المئوية للضرر أو التدمير قبل الحرب |
| ------------- | ----------- | ------------- | -------------- | ---------------- | ------------------------ | ------------------------- | ------- | ------------------------ | ----------------------------------------- |
| مسجد جامع     | 249         | 58            | 540            | 80               | 307                      | 620                       | 927     | 1,149                    | 81%                                       |
| مسجد حي صغير  | 21          | 20            | 175            | 43               | 41                       | 218                       | 259     | 557                      | 47%                                       |
| مدارس قرآنية  | 14          | 4             | 55             | 14               | 18                       | 69                        | 87      | 954                      | 9%                                        |
| نزل دراويش    | 4           | 1             | 3              | 1                | 5                        | 4                         | 9       | 15                       | 60%                                       |
| أضرحة، مزارات | 6           | 1             | 34             | 3                | 7                        | 37                        | 44      | 90                       | 49%                                       |
| مباني الأوقاف | 125         | 24            | 345            | 60               | 149                      | 405                       | 554     | 1,425                    | 39%                                       |
| المجموع       | 419         | 108           | 1,152          | 201              | 527                      | 1,353                     | 1,880   | 4,190                    | 45%                                       |

### الأرثوذكسية
|                         | كنائس مدمرة | كنائس متضررة | منازل رعية مدمرة | منازل رعية متضررة |
| ----------------------- | ----------- | ------------ | ---------------- | ----------------- |
| أبرشيات بانيا لوكا      | 2           | 3            | No data          | No data           |
| أبرشية بيهاتشكو بتروفاك | 26          | 68           | No data          | No data           |
| أبرشية دابروبوسانسكا    | 23          | 13           | No data          | No data           |
| زاهومسكو هيرزيغوفينيان  | 36          | 28           | No data          | No data           |
| زفورنيك توزلا           | 38          | 60           | No data          | No data           |
| المجموع                 | 125         | 172          | 67               | 64                |

### الكاثوليكية
في عام 1998 ذكر أساقفة البوسنة والهرسك أن 269 كنيسة كاثوليكية دمرت في حرب البوسنة والهرسك.
|                 | دمرها المسلمون | دمرها الصرب | تضررت من قبل المسلمين | تضررت من قبل الصرب | إجمالي الدمار خلال الحرب | إجمالي الأضرار خلال الحرب | المجموع |
| --------------- | -------------- | ----------- | --------------------- | ------------------ | ------------------------ | ------------------------- | ------- |
| الكنائس         | 8              | 117         | 67                    | 120                | 125                      | 187                       | 312     |
| المصليات        | 19             | 44          | 75                    | 89                 | 63                       | 164                       | 227     |
| بيوت رجال الدين | 9              | 56          | 40                    | 121                | 65                       | 161                       | 226     |
| الأديرة         | 0              | 8           | 7                     | 15                 | 8                        | 22                        | 30      |
| المقابر         | 8              | 0           | 61                    | 95                 | 8                        | 156                       | 164     |
| المجموع         | 44             | 225         | 250                   | 481                | 269                      | 731                       | 1000    |

## تدمير الوحدات السكنية
تضرر أو دمر حوالي 500.000 من أصل 1.295.000 وحدة سكنية في البوسنة 50٪ تضرروا و6٪ دمرت في اتحاد البوسنة والهرسك بينما تضرر 24٪ و 5٪ دمرت في جمهورية صرب البوسنة. كان بعض الدمار أضرار عرضية من القتال لكن معظم الدمار الشامل والنهب كان جزء من خطة متعمدة للتطهير العرقي تهدف إلى منع المطرودين من العودة إلى منازلهم. كما تضررت أو دمرت نصف المدارس وثلث المستشفيات في البلاد.

## الملاحقة القانونية ومحاكمات جرائم الحرب

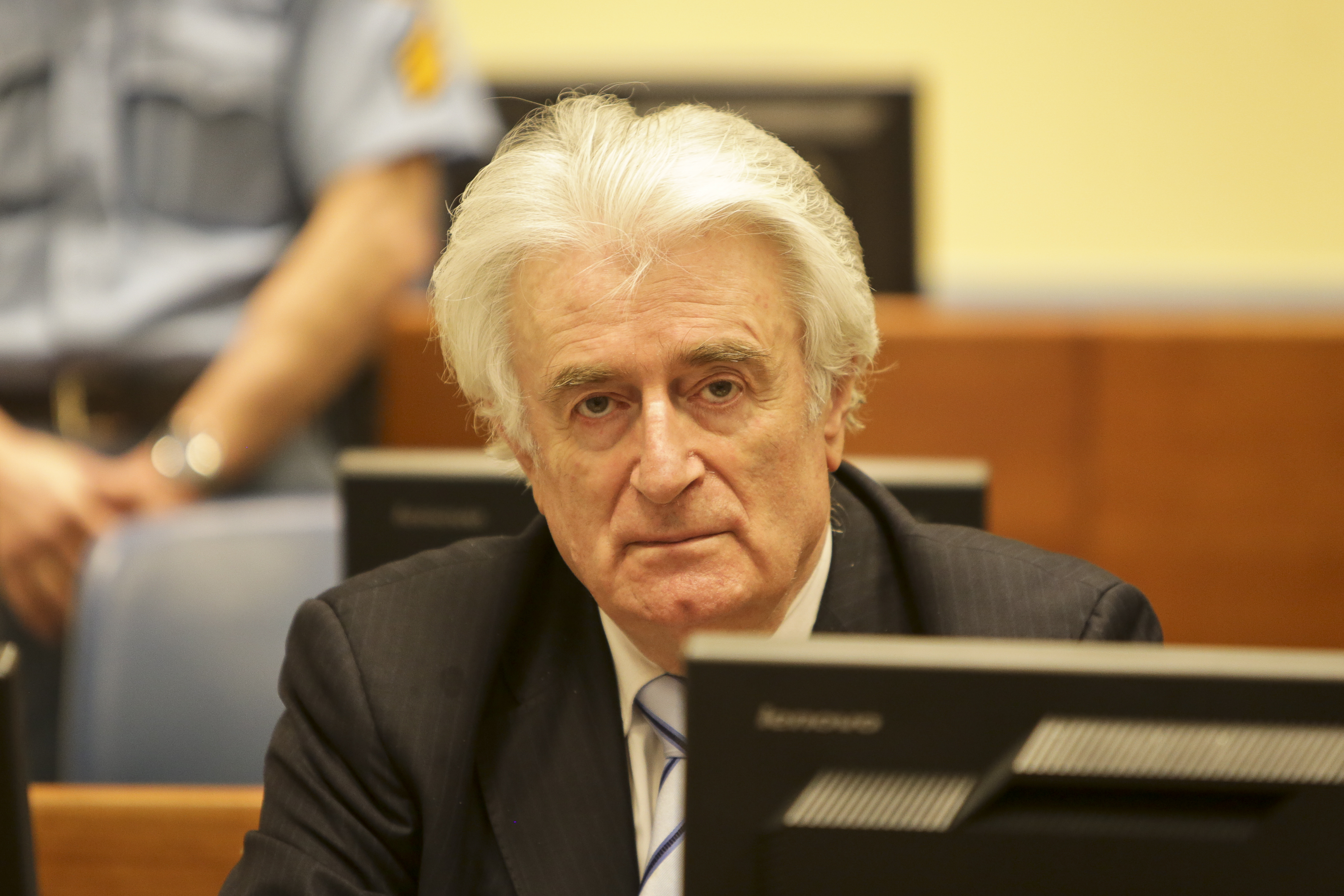
رادوفان كاراديتش رئيس جمهورية صرب البوسنة حكم عليه بتهمة الإبادة الجماعية في البوسنة والهرسك من قبل المحكمة الجنائية الدولية ليوغوسلافيا السابقة في عام 2016.

تمت محاكمة وإدانة العديد من الأشخاص من قبل المحكمة الجنائية الدولية ليوغوسلافيا السابقة المدعومة من الأمم المتحدة فيما يتعلق بالاضطهاد على أسس عرقية أو دينية أو عرقية والتهجير القسري والترحيل كجريمة ضد الإنسانية خلال حرب البوسنة والهرسك. مذبحة سريبرينيتشا التي تم تضمينها أيضا كجزء من حملة التطهير العرقي وُجد أنها تشكل جريمة إبادة جماعية.
من بين المدانين بالمشاركة في حملات التطهير العرقي في البوسنة والهرسك بما في ذلك السياسيين والجنود والمسؤولين من صرب البوسنة والهرسك مومشيلو كراجيشنيتش ورادوسلاف برجانين وستويان زوبليانين وميتشو ستانيشيتش وبيليانا بلافشيتش وغوران يليسيتش وميروسلاف ديرونيتش وزوران زييتش وبلاغوي سيميتش ويوفيكا ستانيشيتش وفرانكو سيماتوفيتش ورادوفان كاراديتش وراتكو ملاديتش. ومن بينهم أيضا المسؤولين الكروات البوسنيين ملادين ناليتيليتش وداريو كورديتش وسلوبودان برالياك وبرونو ستوييتش ويادرانكو برليتش.
في حكمها ضد كاراديتش وجدت المحكمة الجنائية الدولية ليوغوسلافيا السابقة أن هناك عمل إجرامي مشترك يهدف إلى إعادة توطين غير الصرب قسرا من أجزاء كبيرة من البوسنة والهرسك وأنه كان موجود منذ أكتوبر 1991:
في الحكم الصادر ضد الزعيم الكرواتي البوسني داريو كورديتش وجدت المحكمة الجنائية الدولية ليوغوسلافيا السابقة أن هناك خطة لإخراج البوشناق من الأراضي التي يطالب الكروات بها: